# Xã Burnhamville, Quận Todd, Minnesota
Xã Burnhamville (tiếng Anh: Burnhamville Township) là một xã thuộc quận Todd, tiểu bang Minnesota, Hoa Kỳ. Năm 2010, dân số của xã này là 759 người.